# Capeung Baroh
Capeung Baroh is een bestuurslaag in het regentschap Aceh Besar van de provincie Atjeh, Indonesië. Capeung Baroh telt 437 inwoners (volkstelling 2010).